# Юсифов, Ильтизам Балаюсиф оглы
Ильтизам Балаюсиф оглы Юсифов (азерб. Yusifov İltizam Balayusif oğlu; род. 1 декабря 1963, Али-Байрамлы) — государственный и политический деятель. Депутат Милли Меджлиса Азербайджанской Республики VI созывов, член комитета по природным ресурсам, энергетике и экологии. Доктор технических наук.

## Биография
Родился Ильтизам Юсифов 1 декабря 1963 года в городе Али-Байрамлы, ныне город Ширван Республики Азербайджан. Завершил обучение в городской средней школе № 9. Поступил и успешно окончил обучаться в Московском Энергетическом институте.
Трудовую деятельность начал в 1986 году на заводе автоматики и телемеханики научно-производственного объединения Нефтегазавтомат в городе Сумгаите. Затем продолжил трудовую деятельность в совместном предприятии «Ширван Ойл». С 2003 года занимал руководящие должности на этом предприятии, был региональным директором, вице-президентом Shirvan Operating Company ltd.
Успешно защитил диссертацию на соискание степени доктора технических наук. Автор 18 опубликованных научных статей, 4 патентов.
На выборах в Национальное собрание Азербайджана VI созыва, которые прошли в 9 февраля 2020 года, баллотировался по Ширванскому избирательному округу № 46. По итогам выборов одержал победу и получил мандат депутата Милли Меджлиса Азербайджанской Республики. С 10 марта 2020 года приступил к депутатским обязанностям. Является членом комитета по природным ресурсам, энергетике и экологии. Руководитель межпарламентской группы Азербайджан-Норвегия. Член комитета по межпарламентскому сотрудничеству Азербайджан-Европейский Союз.

## Награды
- Заслуженный инженер Азербайджана (6 августа 2013 года) — по случаю 50-летия создания города Ширван и за заслуги в социально-экономическом развитии города[5].
- Почётная грамота Совета Межпарламентской Ассамблеи государств — участников Содружества Независимых Государств (16 ноября 2023 года, Межпарламентская ассамблея СНГ) — за активное участие в деятельности Межпарламентской Ассамблеи и её органов, вклад в укрепление дружбы между народами государств — участников Содружества Независимых Государств[6].